# Carsten Podlesch
Carsten Podlesch, född i Västberlin den 6 september 1969 är en tysk tidigare bancyklist som var specialist på stayer i vilket han blev världsmästare 1992 (amatörer) och 1994 (öppen klass) och blev därigenom "evig världsmästare" eftersom inga världsmästerskap avhållits sedan dess. Därtill blev han stayer-europamästare fyra gånger och niofaldig tysk mästare i disciplinen. Även hans far Rainer Podlesch var bancyklist (världsmästare i stayer för amatörer 1978 och 1983) och när Carsten blev europamästare 2000 körde hans farbror Karsten Podlesch motorcykeln som gav honom pace..

## Meriter
| 1991 3:a i stayer vid Världsmästerskapen för amatörer 1992 Världsmästare i stayer för amatörer 1993 Tysk mästare i stayer 3:a i stayer vid Världsmästerskapen 1994 Världsmästare i stayer Tysk mästare i stayer 1995 Tysk mästare i stayer 2:a i stayer vid Europamästerskapen 1996 Europamästare i stayer 1997 3:a i stayer vid Europamästerskapen | 1998 Tysk mästare i stayer 1999 3:a i stayer vid Tyska mästerskapen 2000 Europamästare i stayer Tysk mästare i stayer 2001 Europamästare i stayer Tysk mästare i stayer 2002 Tysk mästare i stayer 2005 Tysk mästare i stayer 2006 Tysk mästare i stayer 2:a i stayer vid Europamästerskapen 3:a i derny vid Tyska mästerskapen |